# Velkommen til Danmark (film)
|  | Denne artikel er oprettet af botten Steenthbot ud fra en ekstern database. Den kan derfor have sproglige fejl eller mangler. Denne skabelon kan fjernes efter kontrol af indholdet. |

 For alternative betydninger, se Velkommen til Danmark. (Se også artikler, som begynder med Velkommen til Danmark)
Velkommen til Danmark er en dansk børnefilm fra 2016 instrueret af Oscar Anker Wiedemann.

## Handling
En kvinde samler en flygtning op for at krydse grænsen og køre ham til Sverige. Med risiko for retsforfølgelse skal hun nu stå til ansvar for sine handlinger. Kan hun køre ham hele vejen?

## Medvirkende
- Pernille Højmark, Merethe
- Ata Man, Mohammed
- William Halken, Mathias
- Herluf Nørskov, Torben, Merethes eksmand
- Amalie Gissel Sparrebro, Kassedame